# Otozō Yamada
Otozō Yamada (山田 乙三, Yamada Otozō) (6 novembre 1881 - 18 juillet 1965) est un général de l'armée impériale japonaise. Après la capitulation du Japon, il passe 11 ans dans un camp de travail en Union soviétique avant de retourner dans son pays.

## Biographie
Né dans la préfecture de Nagano, Yamada sort diplômé de la 14e promotion de l'académie de l'armée impériale japonaise en 1903. Il est promu lieutenant en février 1905 et enseigne comme instructeur à l'académie. Il est promu capitaine en septembre 1912 et sort diplômé de la 24e promotion de l'école militaire impériale du Japon en novembre.
Officier de cavalerie, il gravit rapidement les échelons. Il est promu major en juin 1918 et est nommé instructeur à l'école militaire de cavalerie, recevant une promotion de lieutenant-colonel en août 1922. En août 1925, il est promu colonel et nommé commandant du 26e régiment de cavalerie. En 1926, il est chef d'État-major de l'armée japonaise de Corée. Il sert dans la section des communications du 3e bureau de l'État-major de l'armée impériale japonaise de 1927 à 1930.
Yamada est promu major-général en août 1930 et nommé commandant de l'école de cavalerie. De 1931 à 1932, il retourne sur le terrain comme commandant de la 4e brigade de cavalerie, avant d'être nommé à divers postes administratifs (dont celui de commandant de l'académie impériale) en 1937. Il est promu lieutenant-général en août 1934.
Au début de la seconde guerre sino-japonaise en 1937, Yamada est nommé commandant de la 12e division basée au Mandchoukouo. Il devient commandant de la 3e armée en 1938, puis de l'armée expéditionnaire japonaise de Chine centrale de 1938 à 1939.
Yamada est promu général en août 1940 et est rappelé au Japon pour assumer le poste d'inspecteur général de l'entraînement militaire de 1940 à 1944. Il est également membre du conseil de guerre suprême durant cette période.
En juillet 1944, Yamada retourne au Mandchoukouo comme dernier commandant-en-chef de l'armée japonaise du Guandong mais avertit très vite le quartier-général impérial de l'impossibilité de tenir la frontière avec les forces disponibles face à l'Union soviétique. Sans nouveau renfort du Japon, Yamada tente d'organiser une troupe de conscrits et de volontaires peu entraînés en les réunissant dans huit nouvelles divisions d'infanterie et sept nouvelles brigades d'infanterie. Lorsque l'invasion soviétique de la Mandchourie commence le 9 août 1945, les forces de fortune de Yamada sont anéanties en quelques jours.
Lors de la capitulation du Japon, Yamada est détenu en Union soviétique, puis jugé au procès de Khabarovsk en Sibérie où il est condamné à 25 ans dans un camp de travail pour crimes de guerre en relation avec les activités de l'unité 731. 
Yamada est libéré en 1956 et rapatrié au Japon où il meurt en 1965.